# Melicope sulcata
Melicope sulcata är en vinruteväxtart som beskrevs av Thomas Gordon Hartley. Melicope sulcata ingår i släktet Melicope och familjen vinruteväxter. Inga underarter finns listade i Catalogue of Life.